# Huberodendron patinoi
Huberodendron patinoi là một loài thực vật có hoa thuộc họ Bombacaceae.
Loài này có ở Colombia, Ecuador, và có thể cả Panama.
Chúng hiện đang bị đe dọa vì mất môi trường sống.